# Larry Morgan
Larry Morgan (* 1896; † 1965) war ein US-amerikanischer Politiker. Zwischen 1945 und 1947 war er als Präsident des Staatssenats faktisch Vizegouverneur des Bundesstaates Tennessee, auch wenn dieses Amt formell erst 1951 eingeführt wurde.
Die Quellenlage über Larry Morgan ist sehr schlecht. Sicher ist nur, dass er zumindest zeitweise in Tennessee lebte und Mitglied der Demokratischen Partei war. Er absolvierte zwei nicht zusammenhängende Legislaturperioden im Senat von Tennessee, wobei er zwischen 1945 und 1947 dessen Präsident war. In dieser Eigenschaft war er Stellvertreter von Gouverneur Jim Nance McCord. Damit bekleidete er faktisch das Amt eines Vizegouverneurs. Dieser Posten war bzw. ist in den meisten anderen Bundesstaaten verfassungsmäßig verankert; in Tennessee ist das erst seit 1951 der Fall. Danach verliert sich seine Spur wieder. Weder sein Geburts- noch sein Sterbeort sind überliefert.